# Edgware Road

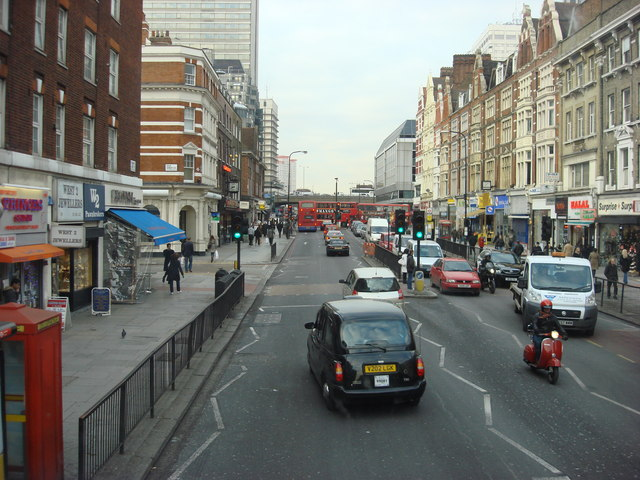
Edgware Road

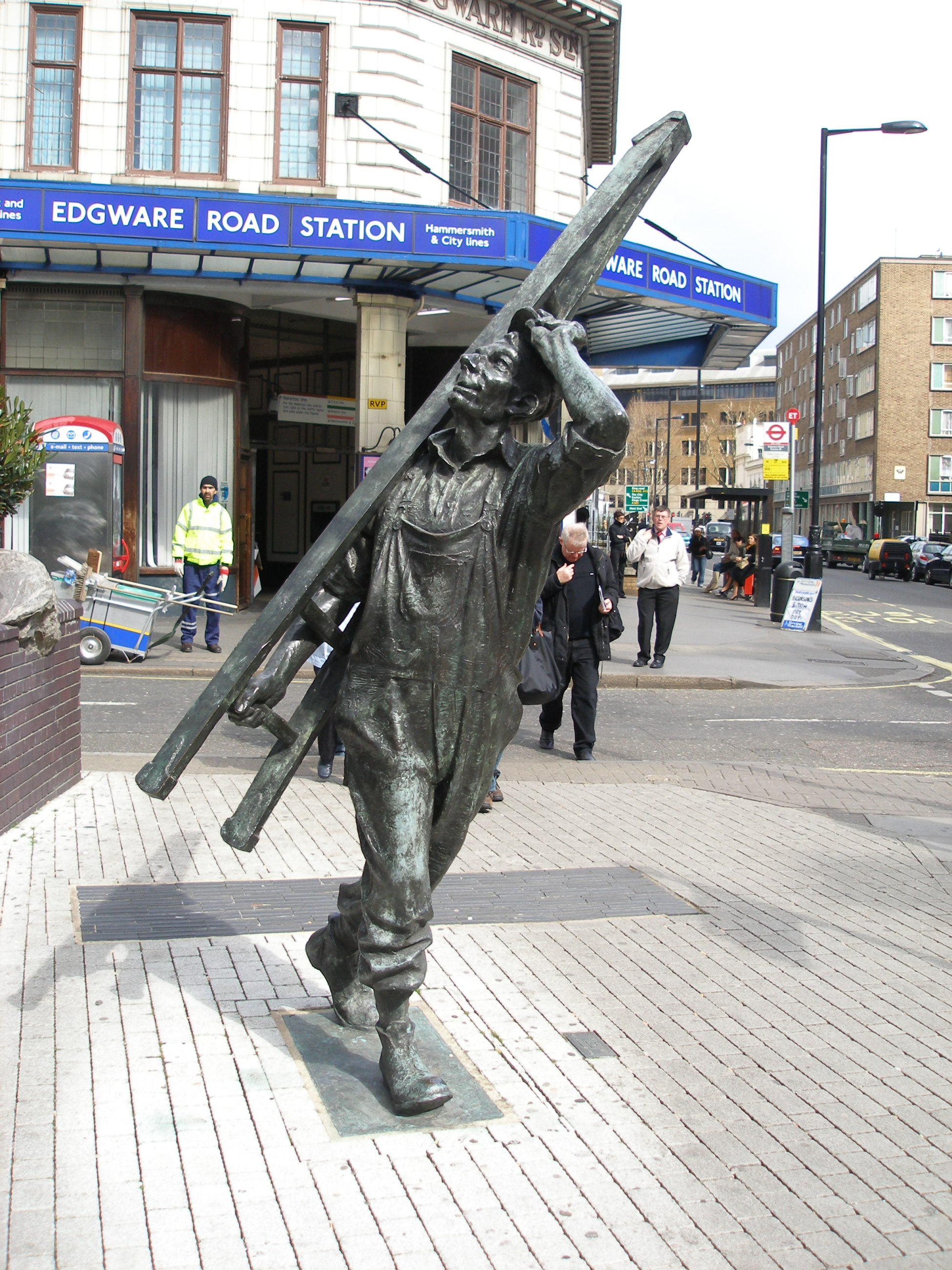
Utanför Undergroundstation Edgware Road från år 1863 finns denna staty.

Edgware Road är en gata och två tunnelbanestationer i London, England. Gatan är belägen i den västra delen av centrala London, i City of Westminster. Den södra delen av gatan kallas av londonbor för "Little Cairo" (Lilla Kairo),  "Little Beirut" etc.

## Undergroundstationer
Den första tunnelbanestationen Edgware Road öppnade 1863 och trafikeras idag av Circle line, District line och Hammersmith & City line. Stationen har 4 spår och ligger utomhus. 150 meter från denna station och på andra sidan Marylebone Road öppnades 1907 ytterligare en station med namnet Edgware Road på Bakerloo line, men denna ligger under jord med 2 spår.

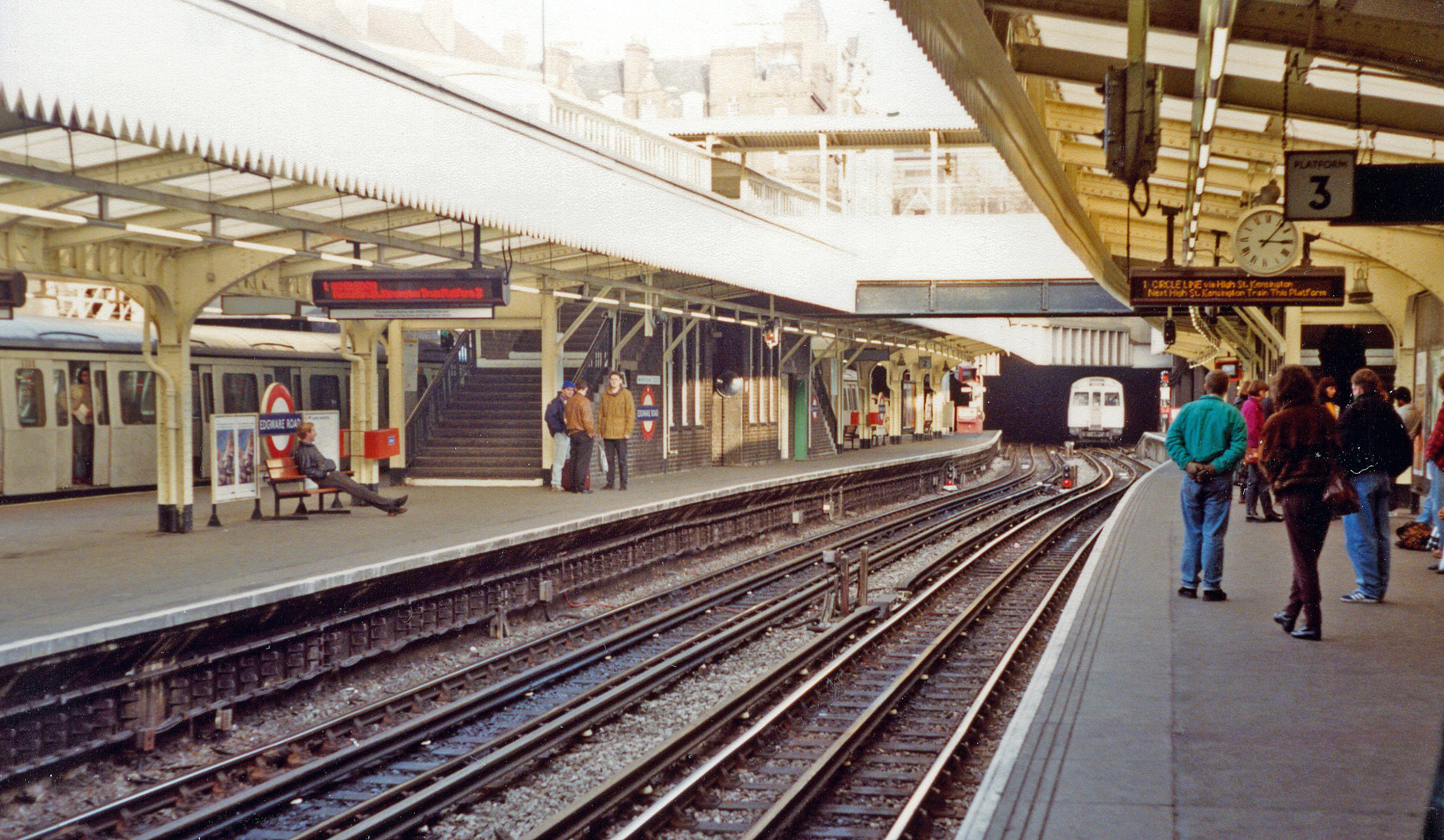
Edgware Road från 1863
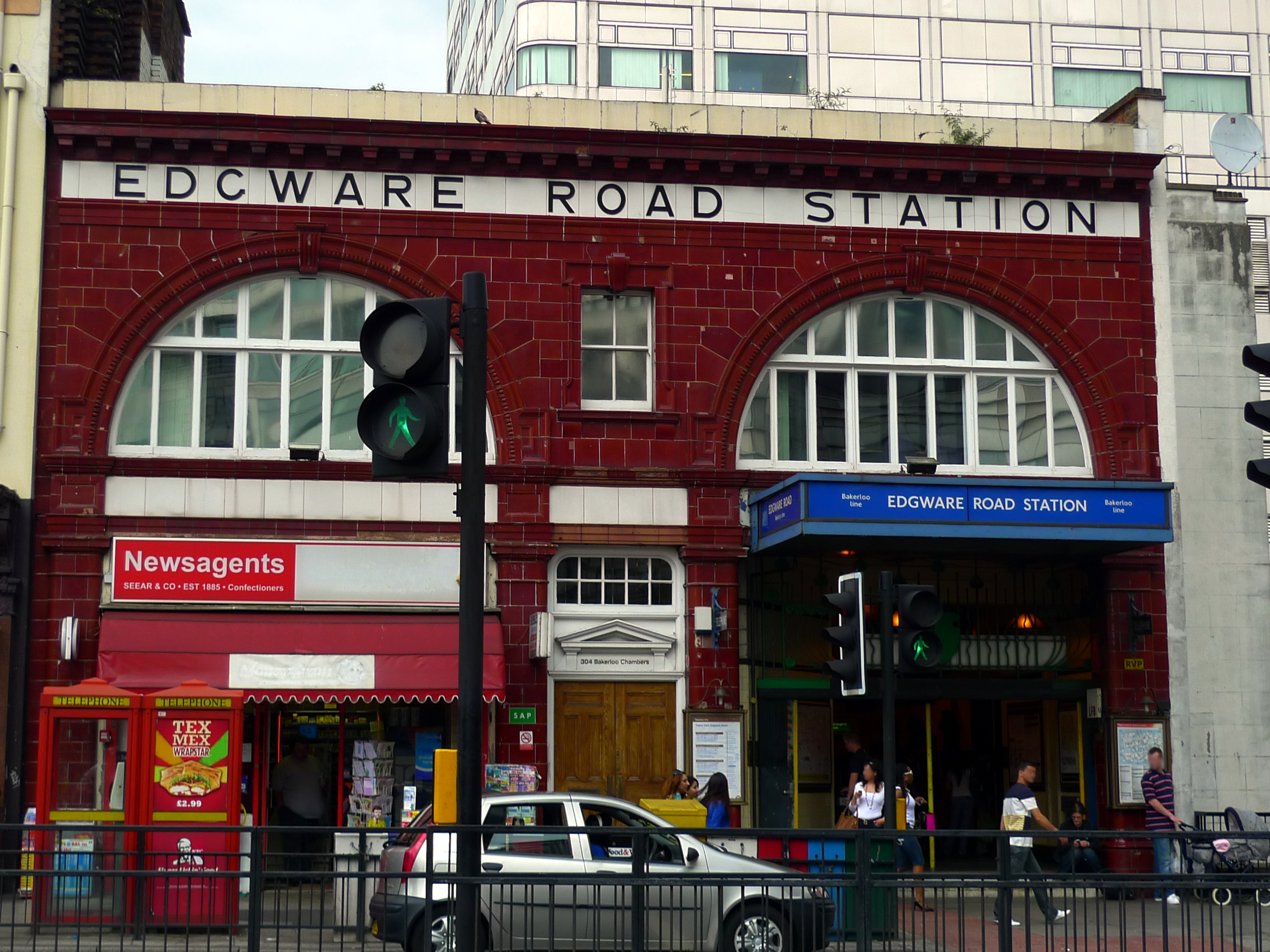
Entrébyggnad på Bakerloo line av Leslie Green.
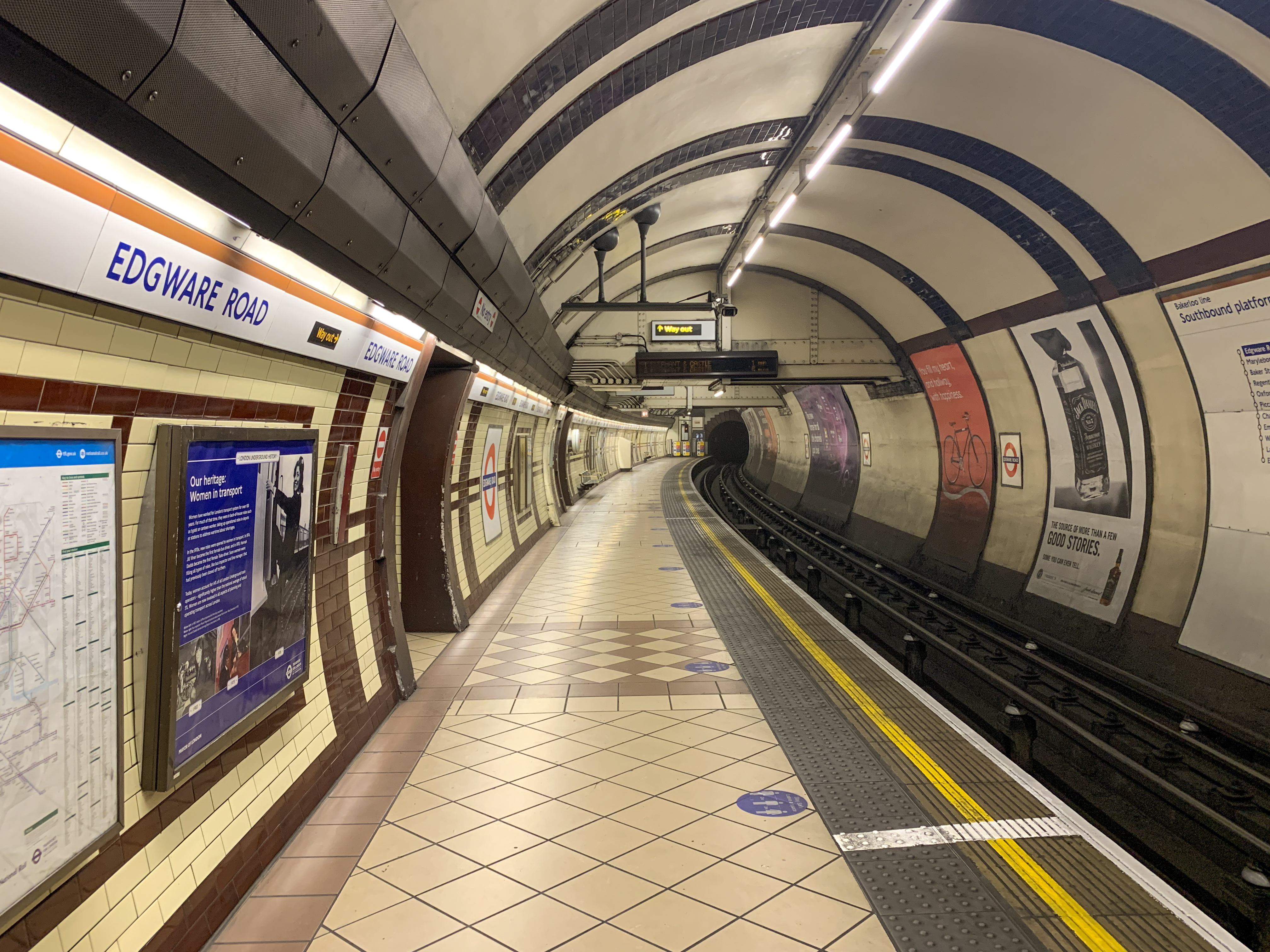
Edgware Road från 1907, Bakerloo line